# Vilémovice (Morávia do Sul)
Vilémovice é uma comuna checa localizada na região de Morávia do Sul, distrito de Blansko.